# Niccolò Bonifazio
Niccolò Bonifazio (ur. 29 października 1993 w Cuneo) – włoski kolarz szosowy, zawodnik należącej do dywizji UCI Professional Continental Teams drużyny Total Direct Énergie.

## Najważniejsze osiągnięcia
2011
- 1. miejsce w GP dell'Arno

2013
- 1. miejsce na 2. etapie Coupe des nations Ville Saguenay

2014
- 1. miejsce na 6. etapie Tour of Japan
- 1. miejsce w Coppa Agostoni
- 2.  miejsce w Tour of Hainan
  - 1. miejsce na 2., 6. i 8. etapie

2015
- 1. miejsce w Gran Premio di Lugano
- 5. miejsce w Mediolan-San Remo
- 1. miejsce na 7. etapie Tour of Japan

2016
- 3. miejsce w Cadel Evans Great Ocean Road Race
- 1. miejsce na 3. etapie Tour de Pologne

2017
- 3. miejsce w Grosser Preis des Kantons Aargau

2018
- 1. miejsce na 1. etapie Tour of Croatia

2019
- 1. miejsce w La Tropicale Amissa Bongo
  - 1. miejsce na 1., 2. i 5. etapie

2020
- 1. miejsce na 2. etapie Saudi Tour
- 1. miejsce na 5. etapie Paryż-Nicea
- 2. miejsce w Scheldeprijs

2021
- 1. miejsce w Grote Prijs Jef Scherens
- 2. miejsce w Egmont Cycling Race
- 3. miejsce w Paryż-Bourges

2022
- 1. miejsce na 4. etapie Route du Sud

2023
- 1. miejsce na 2. etapie Giro di Sicilia